# Setacera needhami
Setacera needhami är en tvåvingeart som beskrevs av Oskar Augustus Johannsen 1935. Setacera needhami ingår i släktet Setacera och familjen vattenflugor. Inga underarter finns listade i Catalogue of Life.